# Писариджев, Пайшамбе
Пайшамбе Писариджев (тадж. Пайшамбе Писареҷов, 1 сентября 1918, кишлак Миёнакух, Гунтское аксакальство, Шугнанская волость, Ферганская область, Туркестанская АССР, РСФСР — 1 октября 2011, Хорог, Республика Таджикистан) — советский, таджикский государственный и политический деятель, председатель Хорогского городского исполнительного комитета Совета депутатов трудящихся (1953—1955), председатель обкома профсоюза работников просвещения ГБАО (1961—1963). Член ВКП(б) с марта 1947 года. 

## Биография

### Ранние годы и начало педагогической деятельности

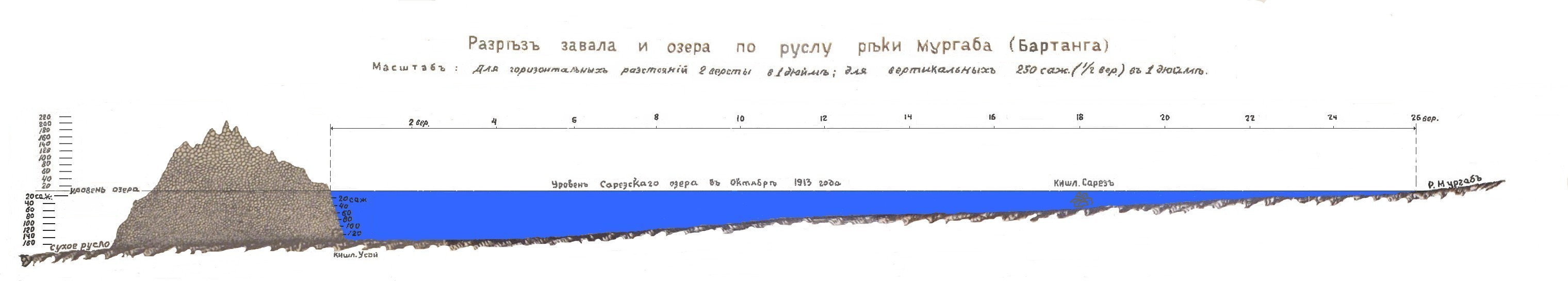
Продольный разрез Сарезского озера и Усойского завала, выполненный начальником Памирского отряда Г. А. Шпилько в октябре 1913 года.

Родился 1 сентября 1918 года в селе Миёнакух Гунтского аксакальства Шугнанской волости Ферганской области Туркестанской АССР Российской Советской Федеративной Социалистической Республики (РСФСР). В детстве в 6 лет лишается отца, остаётся на воспитании у матери и старшего брата:

…а главное в нём образовала учёба в школе. Об отце он помнил лишь, как звал его по-бартангски «П-Сарез»: Пе = папа; Сарез — название кишлака, затопленного рекой Бартанг в 1911 г., впоследствии так назвали подпрудное озеро. В 1930-е годы на Памире начали оформлять документы, удостоверяющие личность, на каждого жителя. Об этом эпизоде истории его жизни известно, что когда спросили, как зовут его отца, то юный Пайшамбе машинально ответил «П-Сарез». Услышав такой ответ, русский работник записывает в документе имя отца: «Писаридж». Так он в народе впоследствии становится известным по имени «Писаридж».— 
В Автономной области Горного Бадахшана (АОГБ, с 5 декабря 1936 года — Горно-Бадахшанская автономная область (ГБАО)), на Памире в труднодоступных отдалённых селениях критически не хватало учителей общеобразовательных школ. Писариджев после окончания начальных классов понемногу начинает учительствовать. После, в 1934—1935 гг., «будучи учеником старших классов, Писариджев преподавал в близлежащих школах в кишлаках Шазуд и Ванкала Шугнанского района».

### Работа в системе народного образования
В 1935 году после окончания школы поступил в Хорогское педагогическое училище. Окончил школу в начале 1940 г., так как в 1939 г. был на 1 год отправлен в село Баррушан Рушанского района директором 7-летней школы. После окончания учёбы работал учителем в Заочном педучилище г. Хорога.
В 1941—1943 гг. Пайшамбе Писариджев работал школьным инспектором Шугнанского райотдела народного образования, в то же время по обстоятельству работал директором 7-летней школы села Чарсем этого же района. Позднее в 1943—1945 гг. работал заведующим городского отдела народного образования г. Хорога. Член профсоюза с 1941 года.
Директор Хорогского заочного педагогического училища (1945—1949).

### Работа в системе политической и государственной власти
Секретарь Горно-Бадахшанского обкома ЛКСМ Таджикистана с 1949 по 1951 год. В то же время с 1949 по 1950 год находился на учёбе в Москве на курсах Центральной комсомольской школы (курсы секретарей ОК ВЛКСМ).
Инструктор Горно-Бадахшанского обкома КП Таджикистана в 1951—1953 годах, работал «в период пребывания на посту первого секретаря Горно-Бадахшанского обкома партии Нигмата Ашурова (1949—1950), Исмаила Бурханова (1950—1951) и Рахимбобо Турсунова (1951—1956)».
Председатель Хорогского горисполкома в 1953—1955 гг., затем в 1955—1958 гг. слушатель 3-годичной Республиканской партийной школы при ЦК КП Таджикистана в Сталинабаде. По окончании школы вновь работает в Хорогском городском исполнительном комитете Совета депутатов трудящихся в должности заместителя председателя в 1958—1961 годах. В этот период (во 2-й половине 1950 г.) заочно оканчивает факультет истории Государственного педагогического института в г. Сталинабаде.
Председатель обкома профсоюза работников просвещения ГБАО с 1961 по 1963 год, затем директор Детской экскурсионно-туристической базы Горно-Бадашханской автономной области в 1963—1964 гг..
В 1964—1971 гг. директор средней школы № 9 им. Горького в Хороге, позднее с 1971 по 1976 год заместитель директора средней школы № 2 им. Калинина, затем работал учителем истории и обществоведения в средних школах № 2 и № 3 им. Кирова (1976—1980).
Начальник отдела кадров Автопредприятия № 50 Министерства транспорта Таджикской ССР с 1980 по 1991 год в г. Хороге.
Пайшамбе Писариджев скончался 1 октября 2011 года в Хороге, похоронен там же:

«Народная любовь и уважение всегда ведут вверх… Светлая память о его жизненном пути хранится в памяти всех поколений жителей Памира и педагогических кругах республики».— 

## Общественная деятельность
- депутат Хорогского городского Совета депутатов трудящихся ГБАО (4 и 6 созывов)[7],
- член профсоюза (с 1941 г.)[7],
- член ВКП(б) (с марта 1947 г.)[7],
- член бюро Горно-Бадахшанского обкома комсомола (1949—1951)[7],
- участник XI областной партийной конференции КП Таджикистана в Горно-Бадахшанской автономной области[3].

## Награды
Пайшамбе Псариджев награждался следующими государственными наградами:
- Грамота Президиума Верховного Совета Таджикской ССР[2][7],
- Почётная грамота Президиума Верховного Совета Таджикской ССР[2],
- Медаль «За доблестный труд в Великой Отечественной войне 1941—1945 гг.»[2][7],
- Медаль «За трудовую доблесть»[2][7],
- Медаль «В ознаменование 100-летия со дня рождения Владимира Ильича Ленина»[2][7],
- Медаль «Ветеран труда»[2][7],
- Почётная грамота ЦК ЛКСМ Таджикистана[7],
- Награждён «и другими государственными и ведомственными наградами Таджикской ССР и Республики Таджикистан»[7][5].

## Семья
- Отец — Сарез (известный как Писаридж; год рождения неизвестен — 1924) — настоящая фамилия и возраст отца Пайшамбе неизвестны, и будущего педагога воспитывали мать по имени Назармо и старший брат Шабон[7].

Жена — Ашурмамадова Ошурбека (1926—2005) — выпускница Хорогского педагогического училища, работала учительницей кройки и шитья Дома пионеров в г. Хороге.
Дочери: Писариджева Гулнор (род. 1946), Писариджева Шахло (род. 1966).
Сыновья: Писариджев Давлатшо (род. 1948), Писариджев Саидшо (род. 1951), Писариджев Тохир (род. 1953), Писариджев Бахтиёр (род. 1956).

### Комментарии
1. ↑  «В ВКП(б) вступил в марте 1947 г., его партбилет от 29 марта 1974 г. за №12899583»[1].
2. ↑  Туркестанская Автономная Социалистическая Советская Республика без переделки заимствовала административное деление от бывшего Туркестанского генерал-губернаторства в составе Закаспийской, Самаркандской, Семиреченской, Сырдарьинской и Ферганской областей.